# Шибан, Джон
Джон Шибан (англ. John Shiban) — американский сценарист и продюсер родившийся 8 февраля 1962 года в США. Он работал над «Секретными материалами» и его спин-оффом, «Одинокими стрелками», и другими сериалами как «Звёздный путь: Энтерпрайз», «Тайны Смолвиля», «Сверхъестественное», «Легенда об Искателе», «Во все тяжкие» и «Дневники вампира». В 1997 году, он был номинирован на «Эмми» за лучший сценарий драматического сериала за свою работу над эпизодом «Секретных материалов», "Помни о смерти". Он разделил номинацию с партнёрами сценаристами, Крисом Картером, Фрэнком Спотницом и Винсом Гиллиганом. В 1998 году, Шибан разделил номинацию на премию «Эмми» за лучший драматический сериал с продюсерской командой «Секретных материалов».
В 2009 году, Шибан воссоединился с Гиллиганом, чтобы работать сценаристом/продюсером второго сезона сериала Гиллигана, «Во все тяжкие». Шибан был номинирован на премию Гильдии сценаристов США за эпизодическую драму за эпизод "Феникс" в 2010 году. Шибан и состав сценаристов также разделил номинацию на премию WGA за лучший драматический сериал за их работу над вторым сезоном. Шибан вернулся в качестве консультирующего продюсера в третьем сезоне «Во все тяжких». Он покинул команду в конце третьего сезона.
В августе 2010 года, Шибан был подтверждён в качестве сценариста четвёртого сезона сериала «Торчвуд», "Торчвуд: День Чуда".
В 2011 году, Шибан присоединился к сериалу «Ад на колёсах» в качестве исполнительного продюсера и сценариста. В ноябре 2012 года, создатели шоу, Джо и Тони Гейтоны, решили больше не принимать участия в повседневном производстве. Шибана считали хорошей кандидатурой, чтобы заменить их, однако он заявил, что также покидает сериал.

## Фильмография

### «Секретные материалы»
| Редактор сюжетов/Сопродюсер/Продюсер/Супервайзовый продюсер/Соисполнительный продюсер/Исполнительный продюсер | Редактор сюжетов/Сопродюсер/Продюсер/Супервайзовый продюсер/Соисполнительный продюсер/Исполнительный продюсер | Редактор сюжетов/Сопродюсер/Продюсер/Супервайзовый продюсер/Соисполнительный продюсер/Исполнительный продюсер                                  |
| Сезон | Название | Примечания |
| --- | --- | --- |
| 3 | "The Walk" | Сценарист |
| 3 | "Teso Dos Bichos"                                                                                             | Сценарист |
| 4 | "El Mundo Gira"                                                                                               | Сценарист |
| 4 | "Леонард Беттс"                                                                                               | Сценарий: Шибан и Винс Гиллиган и Фрэнк Спотниц                                                                                                |
| 4 | "Memento Mori"                                                                                                | Мифология; Сценарий: Шибан и Крис Картер и Винс Гиллиган и Фрэнк Спотниц; Номинация на премию «Эмми» за лучший сценарий драматического сериала |
| 4 | "Elegy" | Сценарист |
| 5 | "Christmas Carol"                                                                                             | Сценарий: Шибан и Винс Гиллиган и Фрэнк Спотниц                                                                                                |
| 5 | "Emily" | Сценарий: Шибан и Винс Гиллиган и Фрэнк Спотниц                                                                                                |
| 5 | "Travelers"                                                                                                   | Сценарий: Шибан и Фрэнк Спотниц |
| 5 | "All Souls"                                                                                                   | Сценарий: Шибан и Фрэнк Спотниц |
| 5 | "The Pine Bluff Variant"                                                                                      | Сценарист |
| 6 | "Dreamland"                                                                                                   | Сценарий: Шибан и Винс Гиллиган и Фрэнк Спотниц                                                                                                |
| 6 | "Dreamland II"                                                                                                | Сценарий: Шибан и Винс Гиллиган и Фрэнк Спотниц                                                                                                |
| 6 | "S.R. 819" | Мифология; Сценарист |
| 6 | "Monday" | Сценарий: Шибан и Винс Гиллиган |
| 6 | "Milagro" | Сюжет: Шибан и Фрэнк Спотниц (Телесценарий: Крис Картер)                                                                                       |
| 6 | "Three of a Kind"                                                                                             | Сценарий: Шибан и Винс Гиллиган |
| 6 | "Field Trip"                                                                                                  | Телеценарий: Шибан и Винс Гиллиган (Сюжет: Фрэнк Спотниц)                                                                                      |
| 7 | "The Amazing Maleeni"                                                                                         | Сценарий: Шибан и Винс Гиллиган и Фрэнк Спотниц                                                                                                |
| 7 | "Theef" | Сценарий: Шибан и Винс Гиллиган и Фрэнк Спотниц                                                                                                |
| 8 | "Badlaa" | Сценарист |
| 9 | "Underneath"                                                                                                  | Сценарист и режиссёр |
| 9 | "Jump the Shark"                                                                                              | Сценарий: Шибан и Винс Гиллиган и Фрэнк Спотниц                                                                                                |
| 9 | "Release" | Сюжет: Шибан и Дэвид Аманн (Телесценарий: Аманн)                                                                                               |

### «Торчвуд: День Чуда»
| Сценарист | Сценарист        | Сценарист                  |
| Эпизод    | Название         | Примечания                 |
| --------- | ---------------- | -------------------------- |
| 4         | "Escape to L.A." | Сосценарист с Джимом Греем |
| 6         | "The Middle Men" | Сценарист                  |

### «Ад на колёсах»
| Сценарист/Режиссёр/Исполнительный продюсер | Сценарист/Режиссёр/Исполнительный продюсер | Сценарист/Режиссёр/Исполнительный продюсер |
| Сезон                                      | Название                                   | Примечания                                 |
| ------------------------------------------ | ------------------------------------------ | ------------------------------------------ |
| 1                                          | "A New Birth of Freedom"                   | Сценарист                                  |
| 1                                          | "Timshel"                                  | Сценарист и режиссёр                       |
| 2                                          | "Durant, Nebraska"                         | Сценарист                                  |
| 2                                          | "Blood Moon Rising"                        | Сценарист и режиссёр                       |